# Abrahám
Abrahám (rodným jménem Abram) – hebrejsky Avraham, Avram (אַבְרָהָם, אַבְרָם‎) – „otec množství“, „vznešený otec“, arabsky Ibráhím (إبراهيم‎). Jeho příběh je popsán v bibli v knize Genesis, Koránu, mormonské Knize Abrahamově a mnoha apokryfech.
Abraham je prvním biblickým patriarchou (po něm následují Izák a Jákob) a praotcem izraelského národa. S manželkou Sárou zplodil Izáka a se služkou Hagar syna Izmaela. Je vzorem Božího muže, který se poslušně podřídil Božímu povolání a byl mu ochoten obětovat i vlastního syna (v čemž mu však anděl nakonec zabránil, protože tento příkaz byl jenom zkouškou jeho poslušnosti Bohu).
Abrahám je líčen jako vzor člověka, který spoléhá na Boží zaslíbení. Od příběhu Abraháma se odvozuje vyvolení Izraele a jeho domácí právo na Kanaán. Všechna tři hlavní monoteistická náboženství, judaismus, křesťanství a islám, se hlásí k Abrahámovi a nazývají se proto abrahámovská náboženství. Židé i Arabové se považují za jeho potomky.

## Abrahám v bibli

### Narození a dětství
Abrahám byl nejstarší ze tří synů Teracha, jeho bratry byli Náchor a Háran. Místo Abrahámova narození není v biblickém textu uvedeno. Nejčastěji je za ně považováno Ur Kasdim, zmiňované jako rodiště Abrahámova bratra Hárana a jako místo, odkud začíná Abrahámova cesta do Kanaanu. Názory na lokalizaci tohoto místa se však různí.
Okolnosti Abrahámova narození a mládí nejsou v bibli popsány. Židovská tradice a ústní tóra tuto mezeru zaplňují cyklem legend obšírně popisujícím pronásledování Abraháma králem Nimrodem, který byl svými hvězdopravci varován, že se má narodit dítě, které ohrozí jeho kralování.
Po smrti bratra Hárana odešel se svým otcem a Háranovým synem Lotem z Ur Kasdim do Cháranu.

### Exodus z Mezopotámie
Když bylo Abramovi 75 let, vyzval ho Bůh, aby opustil svého otce a odešel do země Kanaan, kterou se rozhodl dát jeho potomkům.
| „                      | V ten den Hospodin vstoupil s Abramem do smlouvy. Řekl: „Tuto zem dávám tvému semeni; od Egyptské řeky až po tu velikou řeku, řeku Eufrat: Kenijce, Kenizejce a Kadmonce, Chetejce, Perizejce, Refajce, Emorejce, Kananejce, Girgašejce a Jebusejce. | “ |
| — Bible, Genesis 15:18 | |   |

Abram uposlechl a společně se svým synovcem Lotem vstoupil do země, kterou obývaly národy vzešlé z Kanaana, syna Chama, syna Noema. Posléze se Abram oddělil od Lota a usídlil se v Hebronu. Bůh byl po celou dobu s Abramem, dopomohl mu k velkému bohatství a učinil ho význačnou osobností té doby.

### Potomci a přejmenování
Manželství se Saraj však bylo dlouho bezdětné. Na radu své manželky proto zplodil Abram ve svých 86 letech svého prvního syna Izmaela, jehož matkou byla služka Saraj jménem Hagar. V době, kdy Abramovi bylo 99 let, Bůh potvrdil platnost své smlouvy a zavázal se rozmnožit Abramovo potomstvo, které vzejde ze Saraj. Na znamení platnosti změnil jejich jména na Abraham (otec mnohých národů) a Sára a ustanovil pro jeho potomky obřad brit mila. V 90 letech se Sáře narodil syn Izák, ze kterého vzešel izraelský národ.
Po smrti Sáry (127 let) pojal Abraham za manželku Keturu, která mu porodila ještě dalších šest synů. Abrahám zemřel ve 175 letech v Hebronu, kde byl pochován v rodinné hrobce vedle své první ženy Sáry.

### Obětování syna Izáka

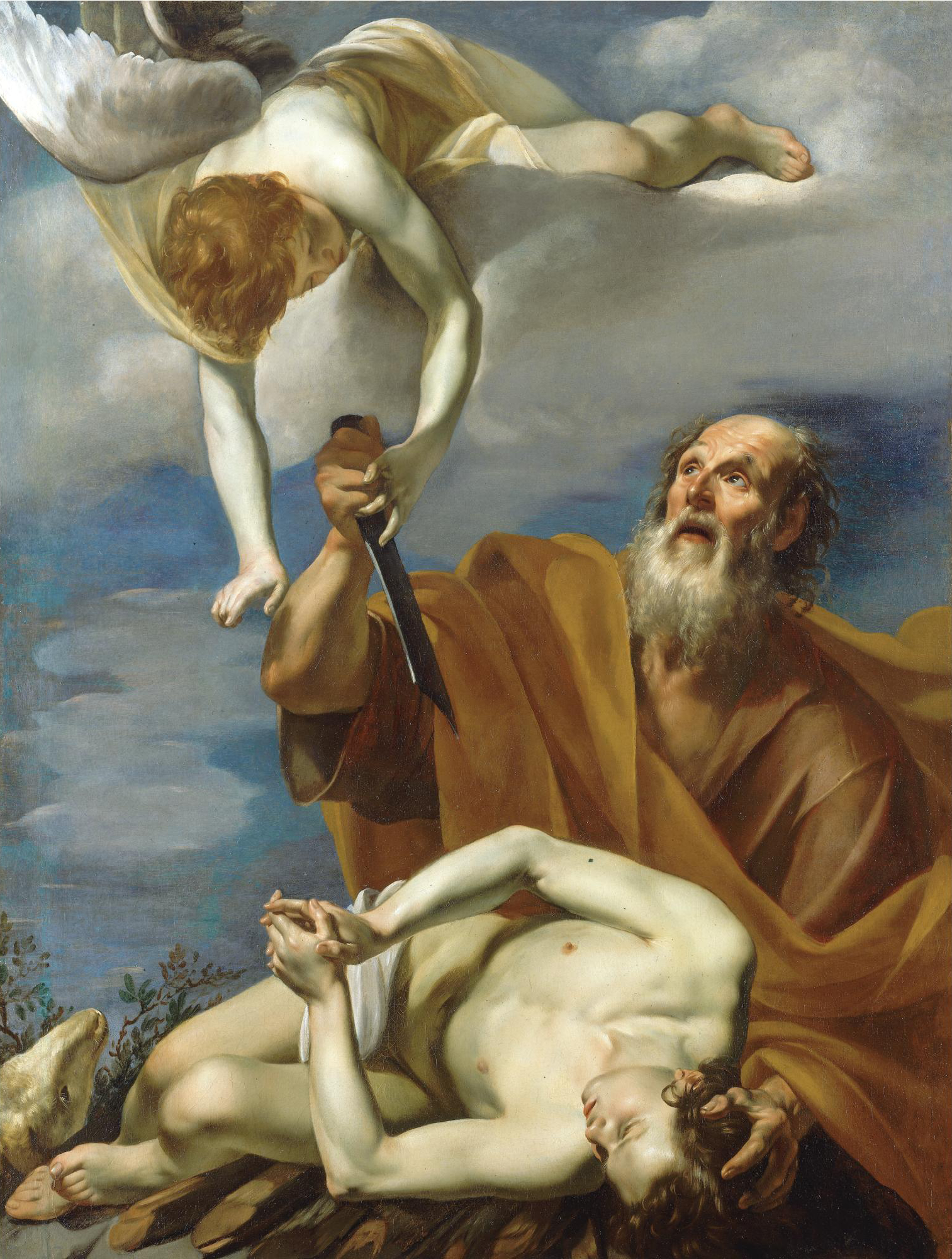
Obětování Izáka, nejznámější scéna z Abrahámova života

Známý je především příběh obětování vlastního syna. Když bylo Abrahamovi 137 let, Bůh mu poručil, aby přinesl Izáka jako oběť a Abraham zcela v důvěře v Boha šel oběť vykonat. Když už se chystal syna zabít, Bůh jej zadržel a poslal mu k obětování namísto syna berana. Bůh pak odměnil Abraháma za bezmeznou oddanost potvrzením požehnání pro jeho potomstvo.

## Abrahám v judaismu
Raši si v souvislosti s Abrahámovým putováním do země obývané Kanaánci pokládá otázku, jak je možné, že na tuto zemi má nárok, a na tuto otázku odpovídá, že země původně byla přidělena Šémovi a jeho potomkům a Kanaánci jakožto Chámovi potomci ji pouze dobyli. Abrahám jakožto potomek Šéma na ni tedy má zákonný nárok.
Mišna v traktátu Avot si všímá tří charakterových vlastností, jimiž se vyznačoval Abrahám. Jsou to:
1. dobré oko (hebrejsky, עַיִן טוֹבָה‎, ajin tova),
2. nízký duch (hebrejsky, רוּחַ נְמוּכָה‎, ruach nemucha),
3. pokorný život (hebrejsky, נֶפֶשׁ שְׁפָלָה‎, nefeš šefala).

Za jednoho z žáků Abraháma je proto považován každý člověk, který je šťastný, když vidí, že se druhému daří, který je zároveň pokorný a neživí v sobě nadutost a domýšlivost a který je spokojen s málem. Charakterovým protipólem Abraháma je Bileám.

## Abrahám v islámu
Abrahám je v Koránu spolu s Mojžíšem nejstarší dvojicí biblických proroků. Jejich jména jsou zmíněna už v súrách 87 a 53, které patří k nejranějším mekkánských textům. Koránské pasáže o Abrahámovi se zaměřují především 2 časové roviny:
- Abrahámovo mládí (obsahující Abrahámovy rozhovory s otcem, rozhovory s modláři, vyprávění o zničení posvátných soch v chrámu a vyprávění o Abrahámově upálení)
- Abrahámovo stáří (obsahující Abrahámovy rozhovory se třemi posly Božími, Boží zaslíbení ohledně narození Izmaela a Izáka a příběh o obětování Abrahámova syna).

### Izák a Izmael
Teologie Abrahámova příběhu se v průběhu Mohamedova života měnila. Je to patrné na několika tématech v Koránu. V mekkánských súrách jsou jako Abrahámovi potomci jmenováni Izák s Jakubem. Teprve v medínském období přicházejí verše, kde je Izmael popisován jako Abrahámův syn. Ke srovnání například poslední mekkánská súra o Abrahámovi (6:74-83) proti první medínské súře (2:118-130).

### Abrahám v koránu
Seznam koránských pasáží o Abrahámovi v chronologickém pořadí vzniku (podle Hrbka):
- 1. mekkánské období: 87:19; 51:24-32; 53:38
- 2. mekkánské období: 37:81-113; 26:69-89; 15:51-58; 19:42-50; 38:45; 43:25-27; 21:52-72
- 3. mekkánské období: 16:121-124; 11:72+78; 14:38; 12:6+38; 42:11; 6:74-83
- Medínské období: 2:118-130; 3:30+58-61; 57:26; 4:57; 33:7; 22:27-32; 60:4; 9:114

## Abrahám v mormonismu
Mormoni věří, že jejich prorok Joseph Smith přeložil knihu, kterou v Egyptě napsal sám Abrahám. Tato kniha se nyní nachází v mormonském svatém Písmu a silně ovlivnila chrámový obřad Obdarování, který podle mormonismu může člověk dovést k oslavení (zbožštění).
Abrahám podle mormonismu také vlastnil Urim a Thummim, posvátné věštecké kameny, které podle Bible předal Mojžíš svému bratru Áronovi.
Mormonismus také navazuje na Abrahámovu polygamii (viz Polygamie v Bibli a polygamie v mormonismu)

## Abrahám v kultuře

### Výtvarné umění

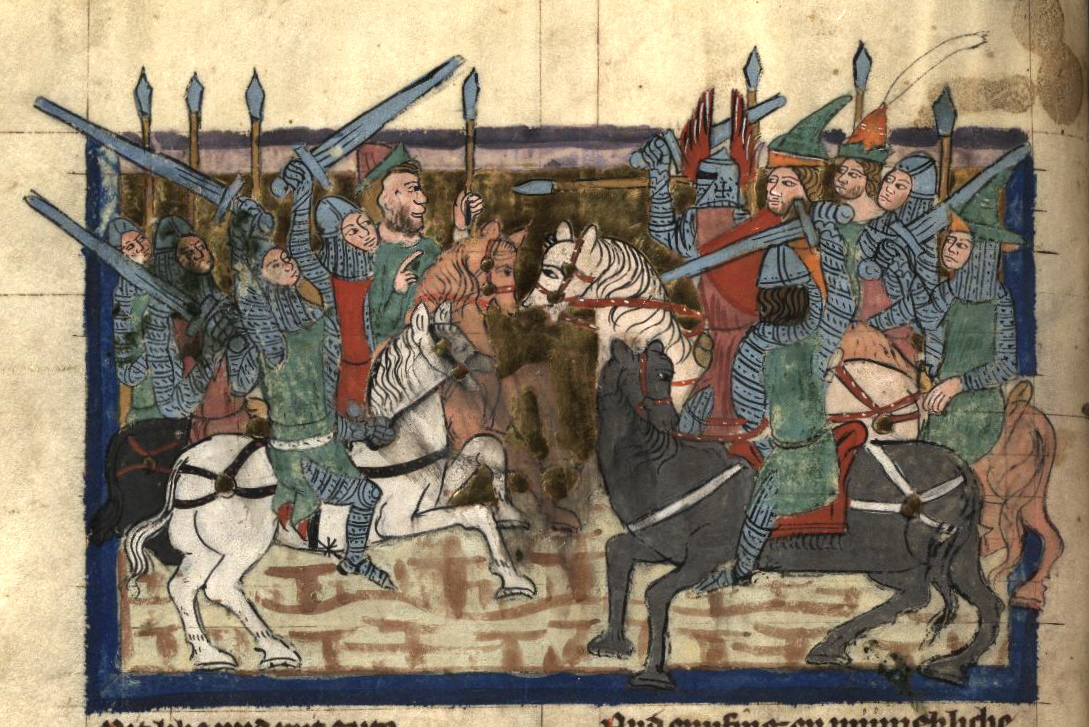
Rudolf z Emsu: Abrahám bojuje s Lotovými vězniteli; Praha, 3. čtvrtina 14. století

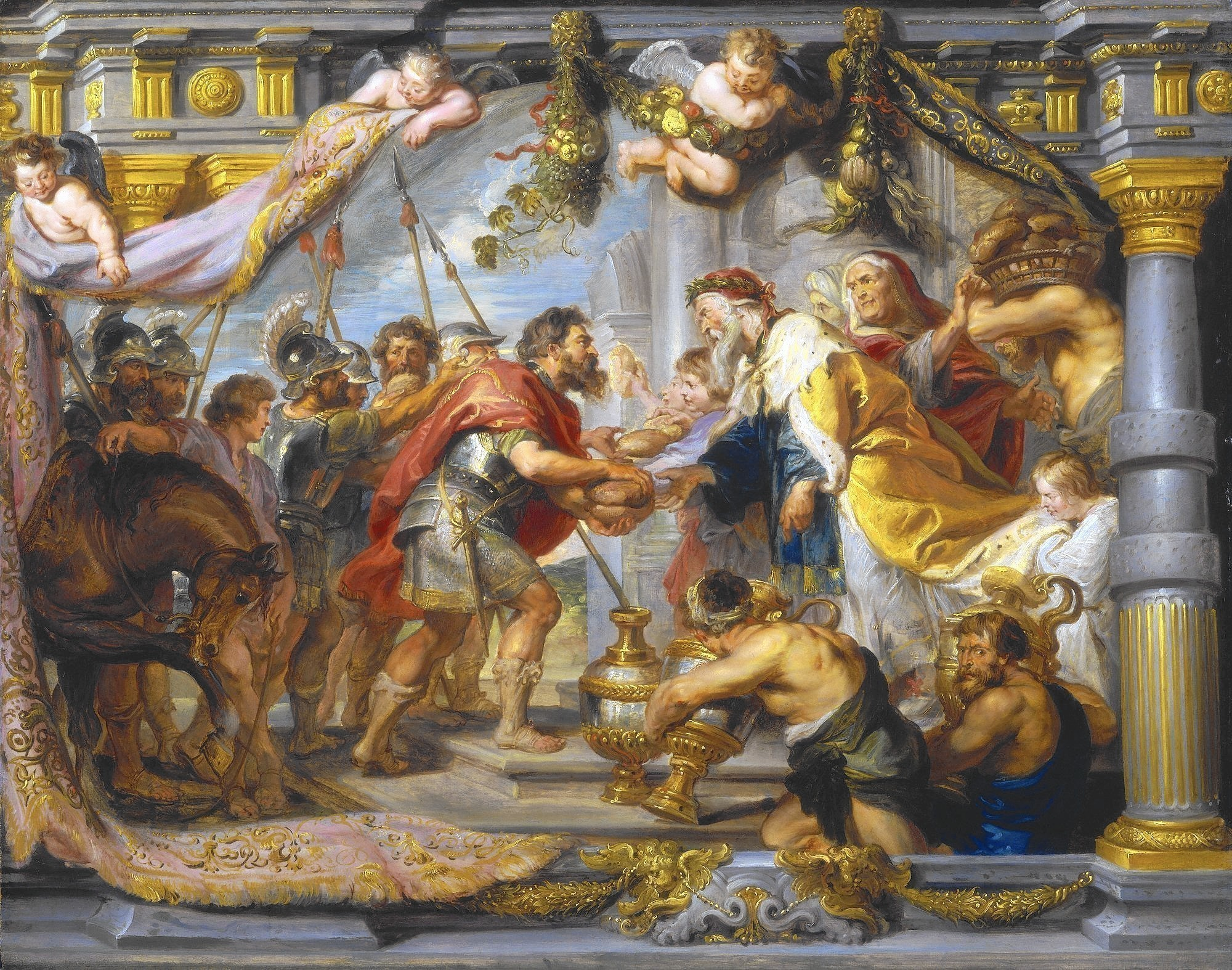
Rubens: Abrahám a Melchisedech

Ačkoli patriarcha není postavou bezprostředně svázanou s křesťanstvím, v jeho osudech, zkouškách a vlastnostech vidí křesťanská teologie předobraz novozákonních událostí a křesťanských rituálů a ctností. Abrahámovy příběhy jsou proto častým námětem výtvarných děl především v křesťanském umění.  Patriarcha je obvykle zobrazován jako bělovlasý muž, atributem je nůž, kterým chtěl obětovat syna Izáka. Častá jsou následující vyobrazení:
Setkání s Melchisedechem Poté, co Abrahám zachránil Lota se sekal s králem-knězem, který mu požehnal a dal mu chléb a víno; křesťané v tom spatřují předobraz eucharistie.
Tři anděléBoží poslové, které Abrahám pohostil, umyl jim nohy a kteří mu předpověděli narození syna Izáka; pro křesťany symbol Trojice a předobraz Zvěstování Panny Marie
Zapuzení Hagar a IzmaelaIzmael byl Abrahámův první syn; Sára přiměla Abraháma, aby jej i s jeho matkou, egyptskou otrokyní, zapudil. Od smrti žízní je zachránil anděl, který jim ukázal studnu.
Obětování syna Izáka Nejznámější a také teologicky nejvýznamnější scéna, která má být v křesťanském pojetí předobrazem ukřižování Ježíše Krista; jsou zde nacházeny paralely otec Abrahám – Bůh Otec, syn Izák – Boží syn Ježíš, Izák nese dříví – nesení kříže apod.

### Hudba
Hudební díla s abrahámovskou tematikou:
- Abrahám, oratorium od Bernharda Molique,
- Jeskyně, opera od Steva Reicha,
- Kuando el rey Nimrod, lidová píseň v ladino, vyprávějící příběh Abrahámova dětství
- Otec Abrahám měl sedm synů, trampská lidová píseň[16]

### Film
Příběh Abraháma, Sáry, Izáka a Izmaela se stal rovněž námětem filmových děl. Mezi významná zpracování této biblické látky patří:
- Biblické příběhy: Abrahám (1993), Robert McKee, režie Joseph Sargent;
- Bible (1966), Christopher Fry, režie John Huston;
- Abrahám, přítel Boží (2018), Mohammad Reza Varzi, islámská perspektiva;
- Abrahám (2018), Konarak Mucherjee, moderní reflexe příběhu.